# هگزانیتروبنزن
هگزانیتروبنزن (به انگلیسی: Hexanitrobenzene) یک ترکیب شیمیایی است. که جرم مولی آن ۳۴۸٫۱۰ g/mol می‌باشد. شکل ظاهری این ترکیب، بلورهای پودری زرد یا قهوه‌ای است.